# Nerima
Nerima (練馬区, Nerima-ku) is een van de 23 speciale wijken van Tokio. Nerima heeft de status van stad en noemt zich in het Engels Nerima City. In 2009 had de wijk 713617 inwoners. De bevolkingsdichtheid bedroeg 14818 inw./km². De oppervlakte van de wijk is 48,16 km². 18,4 % van de totale bevolking van de wijk is ouder dan 65.

## Geschiedenis
In de Edoperiode bestond het gebied wat nu Nerima is voornamelijk uit landbouwgrond. Na de Aardbeving in Kanto 1923 verhuisden veel mensen uit het verwoeste Tokio naar dit gebied.
Op 1 augustus 1947 werd Nerima officieel een speciale wijk van Tokio. Daarvoor maakte het gebied deel uit van Itabashi. In 1952 richtten de Japanse Zelfverdedigingstroepen een basis op in Nerima. Ook de United States Forces Japan had tot 1973 een basis in de wijk; Grant Heights.

## Geografie
Nerima ligt in het noordwesten van het district met de Speciale Wijken. De wijk grenst aan Itabashi, Suginami, Toshima, en Nakano.
Nerima is een zusterwijk van Ipswich, Australië.

## Economie
Nerima heeft het grootste percentage landbouwgrond van alle Speciale Wijken. In totaal is ongeveer 3,42 vierkante kilometer grond in Nerima geschikt voor landbouw. Nerima produceert 40% van de wittekool-productie van Tokio.
In 1994 telde Nerima 572 fabrieken, waar ongeveer 8000 mensen werkten. Er werden onder andere machines, onderdelen voor radio’s en andere kleine producten geproduceerd.
Toei Animation heeft zijn hoofdkwartier in Nerima. Verder zitten in Nerima de hoofdkantoren van Anime International Company, Studio Gallop en Mushi Production. Nerima wordt vaak gezien als de geboorteplaats van hedendaagse anime.
Ten slotte wordt de economie van Nerima bepaald door de entertainmentindustrie. Zo ligt er een attractiepark, Toshimaen, en een aantal musea.

## Geboren
- Takuya Onishi (1975), ruimtevaarder